# Sarah Scheurich
Sarah Alexandra Scheurich (* 1. Oktober 1993 in Crivitz) ist eine deutsche Boxerin. Sie wurde 2014 Vizeeuropameisterin im Mittelgewicht.

## Werdegang
Sarah Scheurich begann als Jugendliche, unterstützt von ihrem Vater, mit dem Boxen. Sie ist Mitglied des BC Traktor Schwerin und trainierte unter Andy Schiemann vor allem am Olympiastützpunkt Schwerin. Nach ihrem Abitur am Schweriner Sportgymnasium 2013 wurde sie in eine Sportförderkompanie der Bundeswehr aufgenommen. Sie wird dort von Michael Timm trainiert. Sie entwickelte sich dabei zu einer schlagkräftigen Boxerin, die im Mittel- oder Halbschwergewicht an den Start geht.
2010 nahm sie an der deutschen Jugend-Meisterschaft (U 19) teil, unterlag dabei aber im Mittelgewicht im Viertelfinale gegen Lisa Cielas vom BR Eintracht Halle (Saale) nach Punkten und kam auf den 5. Platz. 2011 gewann sie in der gleichen Altersgruppe und in der gleichen Gewichtsklasse mit einem Abbruch-Sieg in der 3. Runde im Finale über Roberta Jendretzke aus Dortmund erstmals einen deutschen Meistertitel. Im gleichen Jahr ging sie bei der Jugend-Weltmeisterschaft in Antalya/Türkei im Mittelgewicht an den Start. Sie besiegte dort Beatrix Pesti aus Ungarn durch Abbruch in der 2. Runde und Alexandra Glusac aus Serbien durch Abbruch in der 1. Runde und unterlag im Halbfinale gegen Jaroslawa Jakuschina aus Russland nach Punkten (4:18). Sie gewann damit eine Bronzemedaille.
Im Mai 2012 wurde Sarah Scheurich bei der 7. AIBA-Weltmeisterschaft der Frauen (Eliteklasse) in Qinhuangdao/China in der nichtolympischen Halbschwergewichtsklasse eingesetzt. Sie verlor dort im Achtelfinale gegen Jenny Lalremliani aus Indien knapp nach Punkten (10:11), womit sie ausschied und auf den 9. Platz kam. An der deutschen Meisterschaft der Frauen (Eliteklasse) konnte sie 2012 verletzungsbedingt nicht teilnehmen.
Im Juni 2013 wurde sie in Straubing erstmals deutsche Meisterin im Halbschwergewicht der Eliteklasse. Im Finale landete sie dabei einen techn. K.-o.-Sieg in der 3. Runde über Daniela Stark aus Mühlhausen. Einen Monat später erreichte sie bei der 7. EU-Meisterschaft der Frauen in Keszthely/Ungarn im Halbschwergewicht mit einem Sieg über Wioleta Michalska aus Polen das Finale, in dem sie gegen die mehrfache Ex-Welt- und Europameisterin Mária Kovács aus Ungarn aber nach Punkten verlor (0:3 RS). Sie gewann damit die Silbermedaille.
2014 zeigte sich Sarah Scheurich weiter verbessert. Das zeigte sich schon bei Turnieren in Hamburg, wo sie im Mittelgewicht u. a. Timea Nagy aus Ungarn und Lidia Fidura aus Polen besiegte und in Wittenburg, wo sie Sinead Kavanagh, Irland und Andrea Strohmaier, ihre härteste deutsche Konkurrentin, schlug. Bei der Europameisterschaft der Frauen (Elite) in Bukarest siegte sie im Mittelgewicht über Katerina Schambir aus der Ukraine und über Leila Dschawadowa, Aserbaidschan nach Punkten. Im Finale unterlag sie aber der routinierten Nouchka Fontijn aus den Niederlanden nach Punkten. Sie wurde damit Vizeeuropameisterin.
Nach längerer Verletzungspause startete Sarah Scheurich im April 2015 bei den 1. Europäischen Spielen in Baku. Sie erkämpfte sich dort im Mittelgewicht mit Punktsiegen über Ana Patrascu, Rumänien (3:0 RS) und Sema Caliskan, Türkei (2:1 RS) und einer Punktniederlage gegen Nouchka Fontijn (0:3 RS) eine Bronzemedaille.
Im April 2016 verpasste Sarah Scheurich in Samsun/Türkei beim einzigen europäischen Olympiaqualifikationsturnier im Mittelgewicht mit einem 3. Platz knapp die Qualifikation für die Olympischen Spiele 2016 in Rio de Janeiro.
Im Mai 2016 war sie auch bei der 9. AIBA-Weltmeisterschaft in Astana am Start. Sie zeigte dort im Mittelgewicht gute Leistungen und besiegte in ihrem ersten Kampf Schoira Zulkaynarowa aus Tadschikistan durch Techn. K. o. in der 3. Runde. In der nächsten Runde traf sie aber schon auf die Olympiasiegerin von 2012 und amtierende Weltmeisterin Claressa Shields aus den Vereinigten Staaten, der sie lange Paroli bieten konnte, von der sie aber schließlich doch in der 4. Runde gestoppt wurde.
Bei der deutschen Meisterschaft 2017 musste sich Sarah Scheurich im Finale des Mittelgewichts knapp gegen Irina Schönberger vom AV Speyer 03 nach Punkten geschlagen geben.
Eine überzeugende Leistung zeigte sie im März 2018 beim Internationalen Round Robin Women Tournament in Rostock, einem Mannschaftsturnier. Sie besiegte dort zuerst die polnische Meisterin Hanna Solecka mit 5:0 Richterstimmen, schlug dann mit dem gleichen Ergebnis die Olympiadritte von 2016 Dariga Schakimowa aus Kasachstan gewann und schließlich auch über die deutsche Meisterin Irina Schönberger, die sie in der 2. Runde in die Ecke schickte.
Bei der Europameisterschaft 2018 in Sofia reichte Sarah Scheurich im Mittelgewicht ein Punktsieg im Viertelfinale über Elżbieta Wójcik aus Polen (5:0) zum Gewinn einer Bronzemedaille. Im Halbfinale verlor sie gegen die Olympiazweite Nouchka Fontijn aus den Niederlanden nach Punkten (0:5).

## Internationale Erfolge
| Jahr | Platz | Wettbewerb                                           | Gewichtsklasse | Ergebnisse |
| 2011 | 3.    | Jugend-WM in Antalya/Türkei                          | Mittel         | nach Abbruch-Sieg in der 2. Runde über Beatrix Pesti, Hungarn und Abbruch-Sieg in der 1. Runde über Alexandra Glušac, Serbien und Punktniederlage gegen Jaroslawa Jakuschina, Russland (4:18) |
| 2012 | 9.    | WM in Qinhuangdao/China                              | Halbschwer     | nach Punktniederlage gegen Jenny Lalremliani, Indien (10:11) |
| 2013 | 1.    | 5. Girls-Box-Cup in Hamburg                          | Halbschwer     | nach Punktsieg über Petra Szatmari, Ungarn (20:7) |
| 2013 | 2.    | Intern. Round-Robin-Women’s-Tounament in Wittenburg  | Halbschwer     | nach Punktsiegen über Sylwia Kusiak, Polen (22:9) und Wioleta Michalska, Polen (31:15) und einer Punktniederlage gegen Mária Kovács, Ungarn (15:19)                                           |
| 2013 | 2.    | 7. EU-Meisterschaft der Frauen in Keszthely/Ungarn   | Halbschwer     | nach Techn. K.O.-Sieg in der 3. Runde über Wioleta Michalska und einer Punktniederlage gegen Mária Kovács, Ungarn (0:3 RS)                                                                    |
| 2014 | 1.    | Intern. Round-Robin-Women’s-Tournament in Wittenburg | Mittel         | nach Punktsiegen über Sinead Kavanagh, Irland (3:0 RS) und Andrea Strohmaier, Deutschland |
| 2014 | 2.    | Women-Boxing-Days in Hamburg                         | Mittel         | nach Punktsiegen über Timea Nagy, Ungarn (2:1 RS) und Lidia Fidura, Polen (3:0 RS) und einer kampfl. Niederlage gegen Nouchka Fontijn, Niederlande                                            |
| 2014 | 2.    | EM in Bukarest                                       | Mittel         | nach Punktsiegen über Katerina Schambir, Ukraine (2:1 RS) und Leila Dschawadowa, Aserbaidschan (3:0 RS) und einer Punktniederlage gegen Nouchka Fontijn (0:3 RS)                              |
| 2015 | 3.    | 1. Europäische Spiele in Baku                        | Mittel         | nach Punktsiegen über Ana Patrescu, Rumänien (3:0 RS) und Sema Caliskan, Türkei (2:2 RS) und einer Punktniederlage gegen Nouchka Fontijn (0:3 RS)                                             |
| 2016 | 3.    | Europäische Olympiaqualifikation in Samsun/Türkei    | Mittel         | nach Punktsiegen über Monica Floridia, Italien (3:0 RS) und Annamaria Marsic, Kroatien (3:0 RS) und einer Punktniederlage gegen Jaroslawa Jakuschina, Russland (0:3 RS)                       |
| 2016 | 17.   | 9. AIBA-WM in Astana                                 | Mittel         | nach einem Techn. K.O.-Sieg in der 3. Runde gegen Schoira Zulkaynarowa, Tadschikistan und einer Techn. K.O.-Niederlage in der 4. Runde gegen Claressa Shields, USA                            |
| 2018 | 1.    | Intern. Round-Robin-Women’s Tournament in Rostock    | Mittel         | nach Punktsiegen über Hanna Solecka, Polen und Dariga Schakimowa, Kasachstan und einem Abbruch-Sieg in der 2. Runde über Irina Schönberger, Deutschland                                       |
| 2018 | 3.    | EM in Sofia                                          | Mittel         | nach einem Punktsieg über Elżbieta Wójcik, Polen und einer Punktniederlage gegen Nouchka Fontijn, Niederlande                                                                                 |

## Deutsche Meisterschaften
(nur Eliteklasse)
| Jahr | Platz | Gewichtsklasse | Ergebnisse                                                                          |
| 2013 | 1.    | Halbschwer     | nach einem Techn. K.O.-Sieg in der 3. Runde über Daniela Stark, Mühlhausen          |
| 2016 | 1.    | Halbschwer     | nach einem Techn. K.O.-Sieg über Christin Ungefroren                                |
| 2017 | 2.    | Mittel         | nach einer Punktniederlage (2:3 RS) im Finale gegen Irina Schönberger, AV Speyer 03 |

Erläuterungen
- WM = Weltmeisterschaften, EM = Europameisterschaften, EU = Europäische Union
- Mittelgewicht, Gewichtsklasse bis 75 kg, Halbschwergewicht bis 81 kg Körpergewicht
- RS = Richterstimmen